# 粗盐腌牛肉

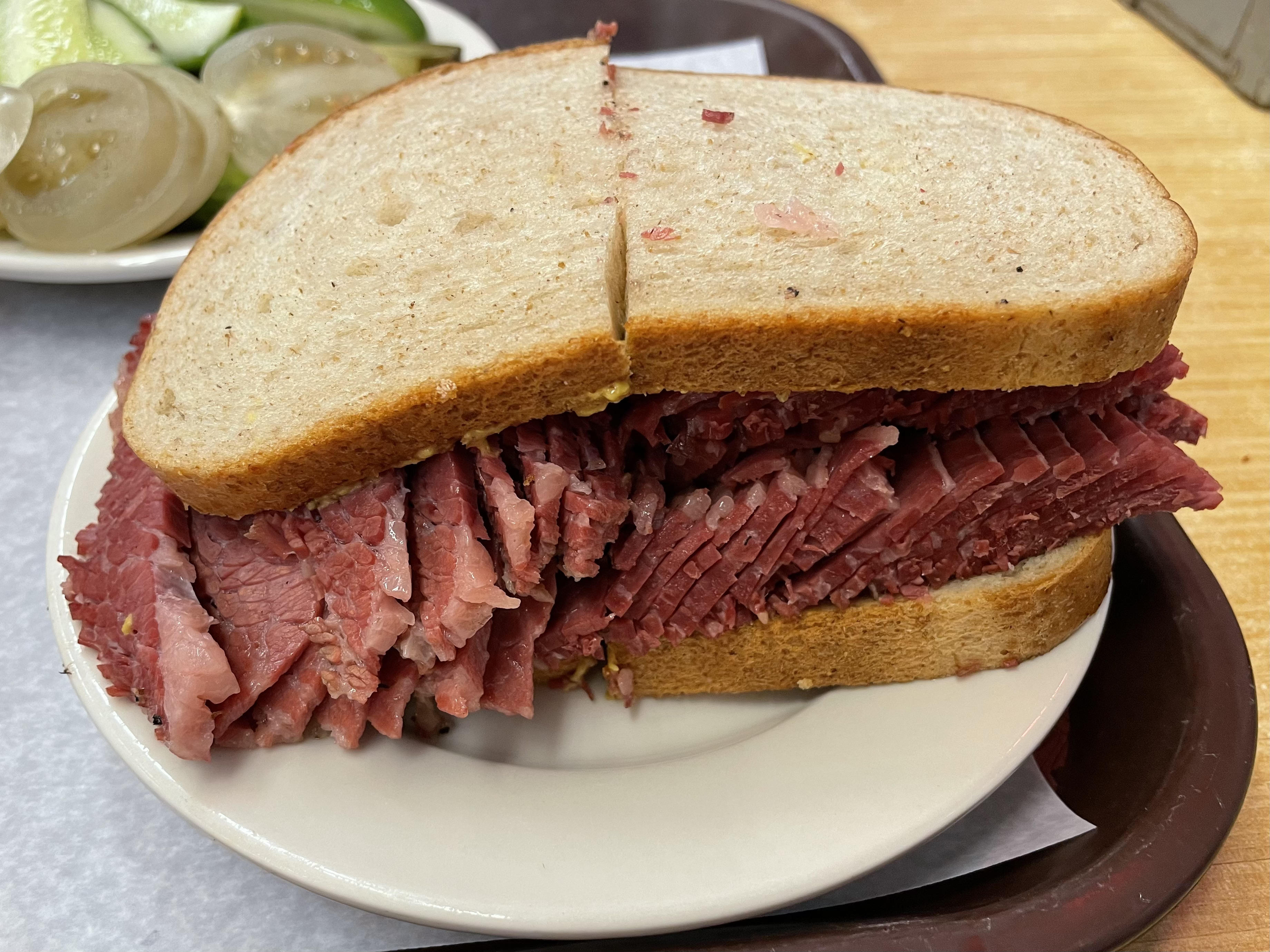
紐約卡茨熟食店供應的粗鹽醃牛肉三明治

粗鹽醃牛肉，或鹹牛肉（英語：corned beef）是北美常見的醃肉類食品。英文「corned beef」中的「corn」是指鹽醃，而不是玉米。可以做成多種菜餚。大部分的醃牛肉配方都含有硝酸或亞酸鹽，可以使牛肉中的天然肌红蛋白轉成變性血紅素，使牛肉呈現粉紅色。但硝酸鹽類是否可以降低醃製過程中，肉毒桿菌中毒的風險仍有爭議。只用鹽醃漬的牛肉會呈灰色，有時稱為新英格蘭醃牛肉（New England corned beef）。通常醃牛肉時還會加糖和香料。
在兩次世界大戰時期廣為流傳，當時新鮮的肉是配給食物。粗鹽醃牛肉至今仍流行於英國和其他承襲英國烹飪傳統的國家，常用於三明治、粗鹽醃牛肉馬鈴薯泥，或者配薯條和醃黃瓜。加拿大也有多種以粗鹽醃牛肉製成的菜餚，蒙特婁燻肉（Montreal smoked meat）或許是最有名的例子。

## 歷史
醃牛肉出現的確切時間無法確定，但最可能是人類開始以鹽漬保存肉類的時期。古歐洲和中東的很多文化中也有類似的食品。「corn」這個字在古英語中是用來描述小的、堅硬顆粒或穀物。因此醃牛肉裡的「corn」可能是指醃漬牛肉用的粗鹽粒。但也可能是指硝酸鉀顆粒，因為硝酸鉀被稱為「saltpeter」，也曾用於醃漬肉品。

### 十九世紀大西洋貿易
很多文化都有醃漬牛肉的習慣，但工業化大規模製作醃牛肉是由英國工業革命開始的。愛爾蘭醃牛肉於十七世紀至十九世紀中期，與英國有很頻繁的交易，又因為不易腐壞，被當作海軍艦隊與美國軍隊的糧食。法國也會買醃牛肉，給加勒比海糖廠的殖民者及奴工當糧食。十七世紀的粗鹽醃牛肉英國工業製程中，除了丟掉舌頭和不要的部位如：牛頸肉和牛脛肉，不再另外區分牛肉部位。牛肉等級是將牛隻秤重後將品質由壞到最好分成「small beef」、「cargo beef」和「best mess beef」三等。大部分不要的部位或次等肉都賣給法國人，較佳的部位留給英國消費者或運到英國殖民地。

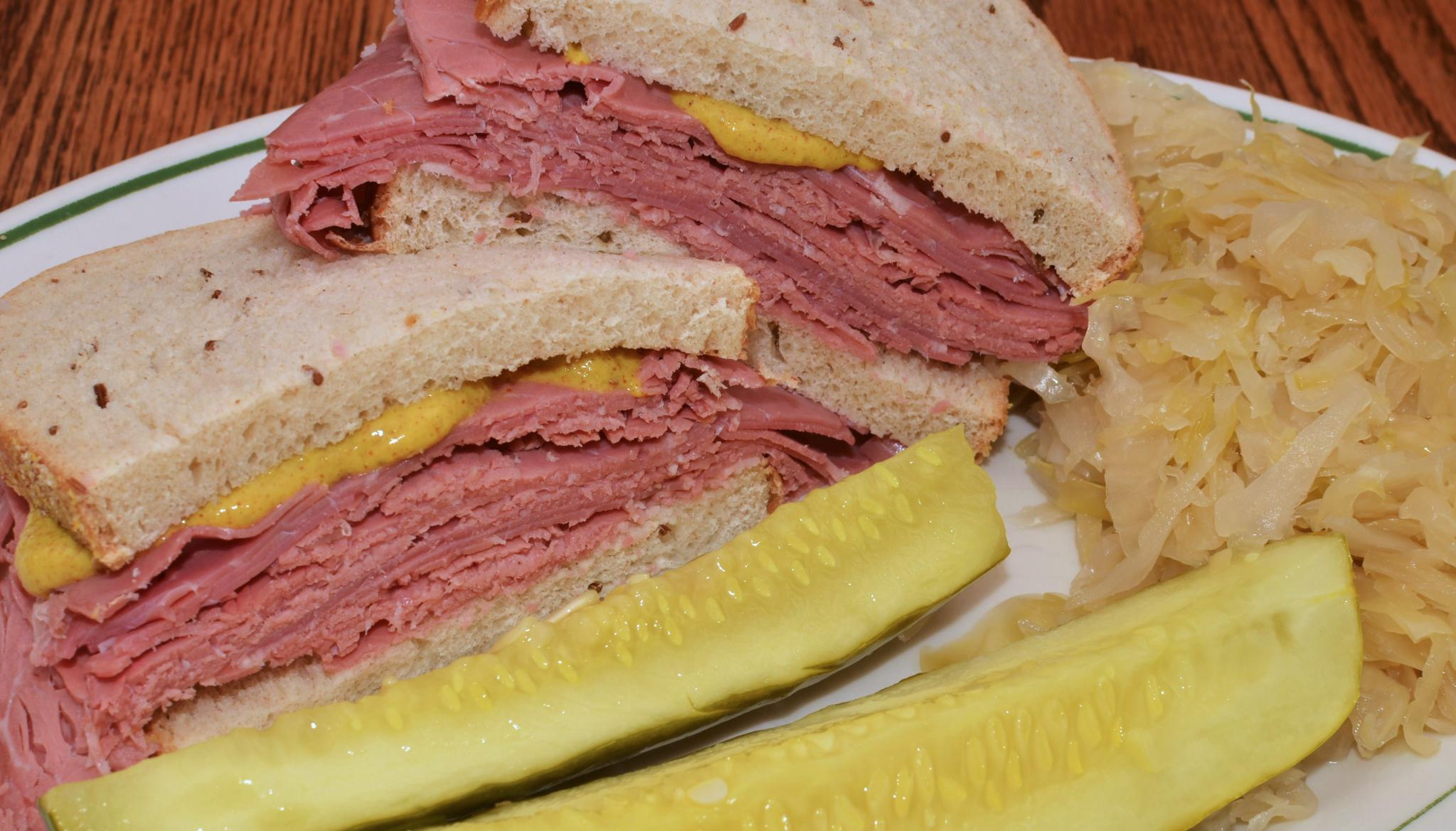
美國餐廳供應的裸麥麵包三明治，夾有粗鹽醃牛肉

愛爾蘭在大西洋貿易中，以本地的牛隻加上自伊比利半島與法國西南部進口的鹽，醃牛肉的製造量特別多。都柏林、貝爾法斯特和科克之類的沿岸城市，發展出龐大的醃牛肉製造加工產業，科克製造的醃牛肉甚至佔了1668年愛爾蘭年度牛肉出口產量的一半。製造和販售粗鹽醃牛肉的生意可以為殖民母國（參與大西洋奴隸貿易的英國和法國）賺進大把鈔票，但殖民地對此卻不屑一顧，因為總讓人聯想到貧窮和奴役。為了滿足大不列顛工業化地區的人口成長與大西洋貿易，增加粗鹽醃牛肉產量，反使愛爾蘭大饑荒（馬鈴薯大饑荒）更加惡化：
愛爾蘭的……賽爾提克放牧地，數百年來都用來放牧牛隻。英國人殖民了……愛爾蘭人，把大部分鄉間的地都開拓成牧場，英國人為家鄉飢餓的消費者放牧更多牛隻……他們對牛肉的胃口對貧困又無選舉權的愛爾蘭人造成毀滅性的衝擊。愛爾蘭人放棄比較好的草場，被迫在更小的邊際土地上種植農作，因馬鈴薯在較貧瘠的土地上也能長得好，他們便改種馬鈴薯。愛爾蘭大部分的土地最後都被牛隻佔據，原來的居民必須靠馬鈴薯才能活下來。
—傑瑞米‧瑞夫金，《牛肉之外》（Jeremy Rifkin, Beyond Beef）
雖然愛爾蘭是牛肉的主要產地，但由於肉品價格高昂，無論是新鮮或醃製的肉，當時的大多數民眾幾乎都吃不到。因為農場與農產大部分都為有錢的盎格魯-愛爾蘭地主所有，而主要人口都是貧困的佃農家庭，更何況大部分粗鹽醃牛肉都出口了。
飲食中缺乏牛肉或醃牛肉的情況在北愛爾蘭和其他離醃牛肉加工中心較遠的地區特別嚴重。但是居住在加工中心（如：科克）的人，還是會有一些醃牛肉可以吃。當時愛爾蘭大多數居民的主食是乳製二品和肉製品，豬肉或鹹豬肉、培根和包心菜就是經典的愛爾蘭傳統餐點。

### 二十世紀至今

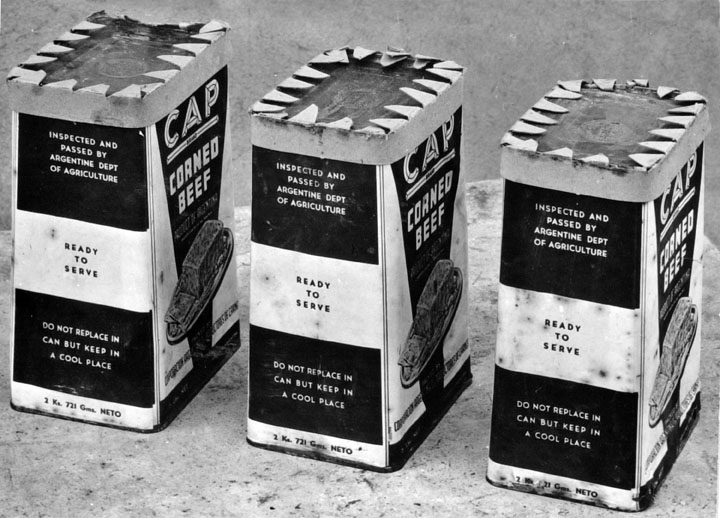
1946年出口至紐西蘭的阿根廷製粗鹽醃牛肉罐頭

醃牛肉在二十世紀大西洋貿易中，不再是重要商品，某種程度上是受奴隸制度廢除的影響，但粗鹽醃牛肉製品和罐頭仍然在第二次世界大戰期間是重要的食物來源。大部分的粗鹽醃牛肉罐頭都是烏拉圭的Fray Bentos公司製造，在1943年出口量達一百六十萬罐。 至今，全球粗鹽醃牛肉罐頭絕大部分都是產自南美，約有80%來自巴西。

## 文化關聯
在北美洲，粗鹽醃牛肉是愛爾蘭的傳統菜餚。但其中仍有很大爭議。馬克‧科蘭斯基（Mark Kurlansky）在著作《Salt》中提到，愛爾蘭在中世紀就製作一種鹽漬牛肉，也是「現代愛爾蘭粗鹽醃牛肉（Irish corned beef）的前身」，十七世紀時英國人將其命名為「corned beef」。有些人認為十八世紀的愛爾蘭移民潮之後，美國的愛爾蘭移民才開始食用我們看到的這種醃牛肉菜餚。在愛爾蘭移民間，醃牛肉比培根更受歡迎，可能是因為醃牛肉在愛爾蘭是奢侈品，但在美國可以便宜地買到。
現今愛爾蘭的粗鹽醃牛肉主要消費客群是遊客，大部分居住在愛爾蘭的愛爾蘭人不認為醃牛肉是國菜。
猶太人也會用牛腩製作類似的鹽醃肉品，愛爾蘭移民會向猶太肉店買來當作粗鹽醃牛肉食用。美國在十九和二十世紀主要的移民入境口岸是紐約市，這種情況可能是兩種相異文化在此互動和整合的結果。

罐裝粗鹽醃牛肉由於簡單和食用方便，一直以來都是全球軍隊的野戰口糧。例如美軍的MRE口糧。

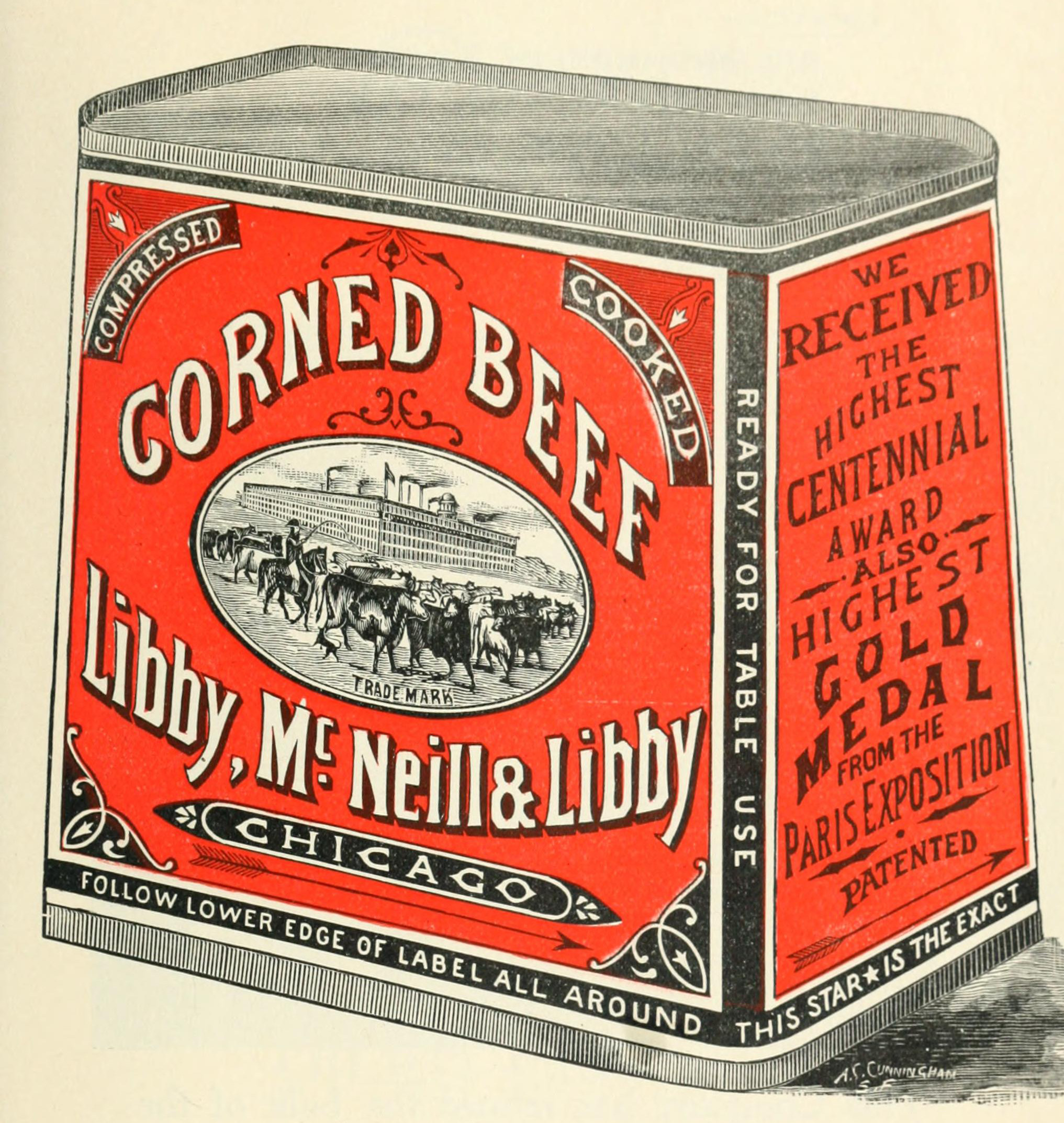
Libby, McNeill & Libby，1898年的醃牛肉包裝

## 在美国和加拿大
在北美，粗盐腌牛肉是熟食店主营的商品之一，常见的鲁宾三明治即使用粗盐腌牛肉制成。爱尔兰裔美国人在庆祝传统的圣帕特里克节时一般都会食用粗盐腌牛肉和圆白菜。

## 在英國

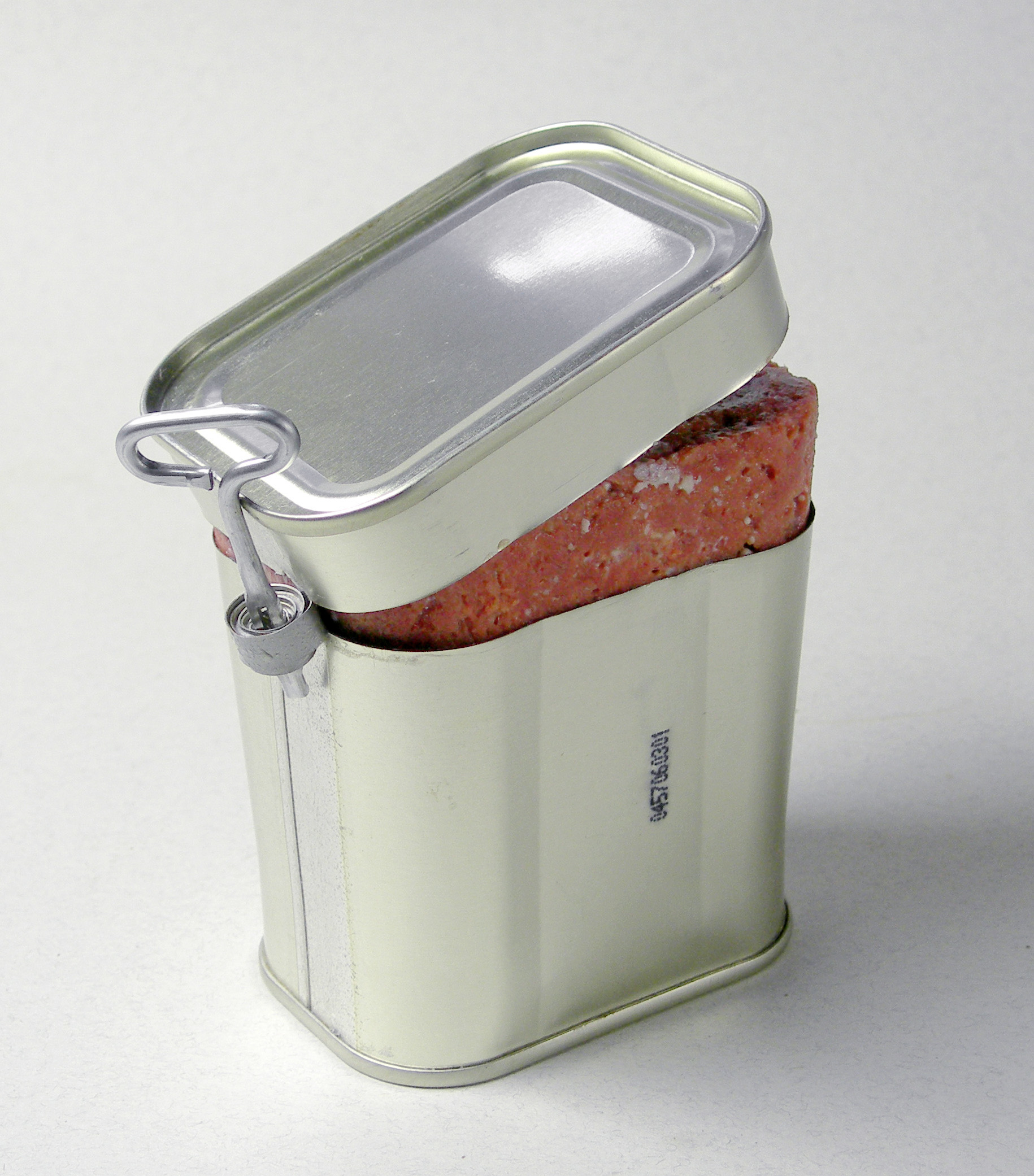
在德国及英国出售的一种装在传统形状锡罐内的腌牛肉。

在英國，粗盐腌牛肉常製成罐頭食品，其成份包括亞硝酸鈉、牛肉、糖、鹽等。咸牛肉与硬饼干从第二次布尔战争开始，一直到第二次世界大战一直是英国军队野战军粮的主要组成部分。

## 在香港
在香港的茶餐廳中，鹹牛肉會跟炒蛋混合起來並用三文治麵包夾起來做成鹹牛肉蛋三文治（簡稱“咸牛肉蛋治”或“牛蛋治”），有些茶餐廳會把牛肉和炒蛋兩者分開來夾的。